# العلاقات الغينية الكندية
العلاقات الغينية الكندية هي العلاقات الثنائية التي تجمع بين غينيا وكندا.

## مقارنة بين البلدين
هذه مقارنة عامة ومرجعية للدولتين:
| وجه المقارنة                                              | غينيا       | كندا                     |
| --------------------------------------------------------- | ----------- | ------------------------ |
| المساحة (كم2)                                             | 245.86 ألف  | 9.98 مليون               |
| عدد السكان (نسمة)                                         | 12.72 مليون | 35.70 مليون              |
| الكثافة السكانية (ن./كم²)                                 | 51.74       | 3.58                     |
| العاصمة                                                   | كوناكري     | أوتاوا                   |
| اللغة الرسمية                                             | لغة فرنسية  | لغة إنجليزية، لغة فرنسية |
| العملة                                                    | فرنك غيني   | دولار كندي               |
| الناتج المحلي الإجمالي (بليون دولار)                      | 10.50 مليار | 1.65 تريليون             |
| الناتج المحلي الإجمالي (تعادل القوة الشرائية) بليون دولار | 15.24 مليار | 1.59 تريليون             |
| الناتج المحلي الإجمالي الاسمي للفرد دولار أمريكي          | 531         | 43.25 ألف                |
| الناتج المحلي الإجمالي للفرد دولار أمريكي                 | 1.22 ألف    | 45.07 ألف                |
| مؤشر التنمية البشرية                                      | 0.411       | 0.913                    |
| رمز المكالمات الدولي                                      | +224        | +1                       |
| رمز الإنترنت                                              | .gn         | .ca                      |
| المنطقة الزمنية                                           | 00          |                          |

## منظمات دولية مشتركة
يشترك البلدان في عضوية مجموعة من المنظمات الدولية، منها:
| علم المنظمة | اسم المنظمة                               | تاريخ انضمام غينيا | تاريخ انضمام كندا |
| ----------- | ----------------------------------------- | ------------------ | ----------------- |
|             | مؤسسة التنمية الدولية                     | 26 سبتمبر 1969     | 24 سبتمبر 1960    |
|             | البنك الإفريقي للتنمية                    | ?                  | ?                 |
|             | يونسكو                                    | 2 فبراير 1960      | 4 نوفمبر 1946     |
|             | مؤسسة التمويل الدولية                     | 22 أكتوبر 1982     | 20 يوليو 1956     |
|             | منظمة حظر الأسلحة الكيميائية              | ?                  | ?                 |
|             | الأمم المتحدة                             | 12 ديسمبر 1958     | 9 نوفمبر 1945     |
|             | منظمة الشرطة الجنائية الدولية             | ?                  | ?                 |
|             | البنك الدولي للإنشاء والتعمير             | 28 سبتمبر 1963     | 27 ديسمبر 1945    |
|             | الاتحاد البريدي العالمي                   | ?                  | ?                 |
|             | المركز الدولي لتسوية المنازعات الاستشارية | 4 ديسمبر 1968      | 1 ديسمبر 2013     |
|             | وكالة ضمان الاستثمار متعدد الأطراف        | 5 أكتوبر 1995      | 12 أبريل 1988     |
|             | منظمة التجارة العالمية                    | 25 أكتوبر 1995     | ?                 |
|             | الفريق المعني برصد الأرض                  | ?                  | ?                 |

## وصلات خارجية
- موقع وزارة الخارجية الكندية